# Parque nacional Podocarpus
El parque nacional Podocarpus abreviado como PNP es un parque nacional ubicado en las provincias de Loja y Zamora Chinchipe, en el sur oriente del Ecuador. Fue instaurado el 15 de diciembre de 1982. El parque es una zona de megadiversidad y una zona de alto grado de endemismo debido a su ubicación entre sistemas biológicos diversos.
Se extiende sobre 146 280 ha o 1468,8 km². En las dos estribaciones de la cordillera Oriental de Los Andes hasta las cuencas de los ríos Nangaritza, Numbala y Loyola. Cerca del 85 % del parque está en la provincia de Zamora Chinchipe y cerca del 15 % en la provincia de Loja.
El parque nacional se estableció con el fin de proteger al bosque más grande de romerillos en el país, compuesto por tres especies del género Podocarpus, la única conífera nativa del Ecuador.
Dentro del parque se ha desarrollado un medio biológico único, representando especialmente por la avifauna única en el área.
El parque nacional Podocarpus alberga un complejo de más de cien lagunas, una de las más conocidas son las Lagunas del Compadre. También hay cascadas, cañones y varias clases de mamíferos y plantas.
Para acceder al parque existen dos entradas principales correspondientes a sus zonas biogeográficas, una está en el Sector Cajanuma en la zona biogeográfica alta. La otra está en el Sector Bombuscaro, correspondiente al río Bombuscaro en la zona biogeográfica baja. Además existen dos accesos alternativos en la zona biogeográfica alta de la provincia de Zamora Chinchipe, uno está en el Sector Romerillos, correspondiente al río Jamboé y otro menos conocido ingresando por el cerro Toledo desde la vía Yangana-Valladolid, siendo la de Cajanuma la más conocida.

## Características físicas

### Clima
Las condiciones climáticas dentro del PNP están influenciadas por su ubicación en el divisorio de agua entre la vertiente del Pacífico y Atlántico, además de la variabilidad altitudinal del área. La zona este del parque se encuentra incidida por la llanura amazónica por lo que presenta una mayor humedad; en la zona oeste la humedad y precipitación es menor debido a que está influenciada por los valles secos interandinos de Loja y Vilcabamba.
Según el Modelo Bioclimático de Ecosistemas del Ecuador Continental, el parque presenta cuatro ombrotipos: Hiperhúmedo inferior, Húmedo inferior, Húmedo superior y Subhúmedo superior.
La altitud condiciona la temperatura dentro del área de protección, está registra temperaturas mínimas de 9 °C en la zona de páramos y un máximo de 21,7 °C en las estribaciones orientales. El registro histórico determina una mínima de 3,2 °C en el parque y una máxima de 29,4 °C.
El PNP presenta una precipitación anual de 1730 mm, dichas precipitaciones varían entre 1142 mm y 2261 mm.

### Hidrografía
La mayor parte del PNP se encuentra en la vertiente amazónica. En el área protegida se originan tres sistemas hidrográficos: río Mayo y río Zamora en la vertiente atlántica, y río Catamayo hacia el Pacífico. El río Catamayo nace de la cordillera Sabanilla, este se encuentra formado por el río Maco, Malacatos, Cedral, Chiriguana, Misquiaco, y San Francisco; este sistema hídrico es de gran importancia para las actividades agrícolas en los valles de Vilcabamba y Malacatos. En la cordillera Paredones, se origina el río Nangaritza, formado por los ríos Numpatacaime, Chumbiriaza, Tzentganga y Shai‐me; en la misma cordillera también se origina el río Zamora, formado por ríos como Bombuscaro, Jamboé, Sabanilla y San Francisco; río Mayo o Chinchipe, sus afluentes son los ríos Numbala, Quebrada Honda, Loyola y Vergel.
```
  La ciudad de  Loja, Chinchipe (cantón Palanda), Zamora (cantones Loja y Zamora) y Nangaritza (cantón Nangaritza).
```

La presencia de las hidroeléctricas y proyectos relacionados con agua de riego y consumo demuestran la importancia del PNP para el mantenimiento del recurso hídrico de las microcuencas que se presentan dentro del área protegida. 
No arrancar las hojas plantas entre otras cosas. Sí.

## Características biológicas

### Flora
El parque posee una flora excepcional, ha sido considerado el Jardín Botánico de América, pues está situado en el territorio donde se sobreponen los centros de endemismo de los Andes del norte y Tumbes.
En sus ecosistemas de bosques húmedo montano y montano bajo, localizados en el nudo de Sabanilla, así como de los bosques muy húmedo montano y premontano en la cuenca del río Numbala, hay más de cuatro mil especies de plantas entre las que se destacan árboles que pueden medir hasta cuarenta metros como el romerillo, del cual lleva el nombre el parque, y muchas otras valiosas como la cascarilla, denominado el árbol nacional del Ecuador, y una variedad infinita de orquídeas.
Existen diferencias puntuales entre la vegetación de los páramos de la zona y del norte del país, básicamente porque se encuentran más bajos, en las crestas de las montañas y en la zona de transición de un verdadero páramo que no se desarrolla a plenitud, debido a la poca elevación del terreno. Entre las principales especies encontradas en la región están la chilca, laurel, aguacolla, uvilla, sauco negro, pumamaqui, sapan, arrayán, cashoco, aliso, acacia, salvia, guato blanco, cedro, higuerilla, nogal, yumbingue y canelón.

### Fauna
Este parque nacional alberga más de seiscientas especies de aves. Lo que representa el 38 % de las aves de Ecuador y el 6 % de aves mundiales. Por esto, se lo ha definido como un área importante para la conservación de aves. También se han registrado en su interior cuarenta y seis especies de mamíferos, incluyendo el oso de anteojos (Tremarctos ornatus), tapir andino (Tapirus pinchaque), ratón marsupial común (Caenolestes fuliginosus), zorro hediondo (Conepatus semistriatus), ciervo enano (Pudu mephistophiles), entre otros.

### Especies en peligro de extinción
Se hallan en peligro de extinción los árboles de romerillo, cascarilla, cedro y pituca; aves como el trogón, pava del monte, loro de mejillas doradas y el gallo de la peña; y los mamíferos como el oso de anteojos, danta, tigrillo, venado y lobo de páramo.

## Visitantes
Para visitar este lugar existen cuatro senderos: Oso de Anteojos de 400 m con una pendiente moderada y de fácil acceso; el bosque nublado, de 750 m; El Mirador con 1,5 km son de nivel medio. Adicionalmente para excursiones de un día, se puede continuar el circuito por el sendero El Mirador con un recorrido de 3,5 km . Para retornar hasta el refugio, pero algunas partes de este sendero son difíciles por lo que se debe extremar la seguridad en el camino. Además, hay senderos largos donde se necesita hacer acampada.
Loja es la ciudad más cerca con aeropuerto; pero Zamora también se queda cerca. De Loja se tarda 25-40 minutos para llegar a 3 de las 4 entradas, y 2 horas para llegar a la entrada Vilcabamba.

## Puntos de atracción turística

### Zona Alta
- Centro administrativo
- Lagunas de los Compadres
- Cerro Toledo a 12 km de la vía Yangana-Valladolid

Sector Romerillos
- Minas de San Luis

### Zona Baja
Sector Bombuscaro
- Centro administrativo con sus cabañas
- Cascada La Chismosa
- Cascada La Poderosa
- Cascada Pepe zona baja
- Sendero Higuerones
- Orquideario
- Puente sobre el río Bombuscaro